# NGC 4704
NGC 4704 (другие обозначения — UGC 7972, MCG 7-26-54, ZWG 216.31, IRAS12464+4211, PGC 43288) — галактика в созвездии Гончие Псы.
Этот объект входит в число перечисленных в оригинальной редакции «Нового общего каталога».
В галактике вспыхнула сверхновая SN 1998ab типа Ia.